# Trachemys
Genre
Trachemys est un genre de tortues de la famille des Emydidae.

## Répartition
Ces tortues se rencontrent dans le Sud-Est et dans le sud des États-Unis ; dans le Texas, l'Oklahoma, la Louisiane, l'Arkansas, le Mississippi, l'Alabama, la Géorgie, la Caroline du Sud et du Nord, le Kentucky, le Tennessee, le Missouri, l'Indiana, l'Illinois mais aussi au Mexique, en Amérique centrale, dans le nord-ouest de l'Amérique du Sud, dans le sud du Brésil et dans le nord de l'Argentine. On en rencontre parfois en Jamaïque, aux îles Caïmans, à Cuba, Porto Rico et aux Bahamas.

## Liste des espèces
Selon TFTSG (31 mai 2011) :
- Trachemys adiutrix Vanzolini, 1995
- Trachemys callirostris (Gray, 1856)
- Trachemys decorata (Barbour & Carr, 1940)
- Trachemys decussata (Bell, 1830)
- Trachemys dorbigni (Duméril & Bibron, 1835)
- Trachemys emolli (Legler, 1990)
- Trachemys gaigeae (Hartweg, 1939)
- Trachemys medemi Vargas-Ramírez, Valle, Ceballos & Fritz, 2017
- Trachemys nebulosa (Van Denburgh, 1895)
- Trachemys ornata (Gray, 1830)
- Trachemys scripta (Thunberg, 1792)  - Tortue de Floride
- Trachemys stejnegeri (Schmidt, 1928)
- Trachemys taylori (Legler, 1960)
- Trachemys terrapen (Bonnaterre, 1789)
- Trachemys venusta (Gray, 1856)
- Trachemys yaquia (Legler & Webb, 1970)

## Publication originale
- Agassiz, 1857 : Contributions to the Natural History of the United States of America. Little, Brown & Co., Boston, vol. 1, p. 1-452 (texte intégral).